# Zbirohi (gmina)
Zbirohi (lub Zbirogi) – dawna gmina wiejska istniejąca do 1928 roku w woj. poleskim (obecnie na Białorusi). Siedzibą gminy były Zbirogi.
W okresie międzywojennym gmina Zbirohi należała do powiatu kobryńskiego w woj. poleskim.
1 stycznia 1926  z gminy Zbirogi wyłączono wieś Wieluń, włączając ją do gminy Kosicze w powiecie brzeskim.
12 kwietnia 1928 roku część obszaru gminy Zbirohi (miejscowości-wsie: Bujaki, Charytony, Gotowicze, Karabany, Lidymy, Maksymy, Oczki, Smolany, Sycze, Wietoszki, Wołoski, Zalesie, Zabrzezie, Zbirohi, folwarki: Bujaki, Popławy, Smolin, osadę Smolin Janowski oraz kolonię Makasy) przyłączono do gminy Kosicze w powiecie brzeskim, a 6 dni później – 18 kwietnia – gminę zniesiono, po czym jej obszar wszedł w skład nowo utworzonej gminy Żabinka.